# Gyanógeregye, Vas
Gyanógeregye  este un sat în districtul Szombathely, județul Vas, Ungaria, având o populație de 149 de locuitori (2011). 

## Demografie
Componența etnică a satului Gyanógeregye
     Maghiari (100%)
Componența confesională a satului Gyanógeregye
     Romano-catolici (81,88%)
     Fără religie (2,68%)
     Necunoscută (15,44%)
Conform recensământului din 2011, satul Gyanógeregye avea 149 de locuitori. Din punct de vedere etnic, majoritatea locuitorilor (100,0%) erau maghiari.  Din punct de vedere confesional, majoritatea locuitorilor (81,88%) erau romano-catolici, cu o minoritate de persoane fără religie (2,68%). Pentru 15,44% din locuitori nu este cunoscută apartenența confesională.